# J. Lo (album)
J. Lo – drugi album studyjny Jennifer Lopez, wydany w 2001 roku. Zawiera takie przeboje jak: „Love Don’t Cost a Thing”, „I’m Real” (tę piosenkę Jennifer zaśpiewała również z Ja Rule, lecz ten remix nie znalazł się na tej płycie), „Ain’t It Funny”, „Play”. Płyta jest w większości anglojęzyczna, ale również jest kilka piosenek po hiszpańsku.

## Lista utworów
1. "Love Don’t Cost a Thing"- 3:42
2. "I’m Real"- 4:57
3. "Play" (feat. Christina Milian)- 3:32
4. "Walking on Sunshine"- 3:46
5. "Ain’t It Funny"- 4:06
6. "Cariño"- 4:15
7. "Come Over"- 4:53
8. "We Gotta Talk"- 4:07
9. "That's Not Me"- 4:33
10. "Dance With Me"- 4:33
11. "Secretly"- 4:25
12. "I’m Gonna Be Alright"- 3:44
13. "That's the Way"- 3;53
14. "Dame (Touch Me) (with Chayanne)"- 4:25
15. "Si Ya Se Acabó"- 3:37

### Wersja wydana w Ameryce Łacińskiej
1. "Amor Se Paga Con Amor"- 3:44
2. "Cariño" (Spanish)- 4:17
3. "Que Ironia (Ain’t It Funny)"- 4:07

### Wersja japońska
1. "I'm Waiting"- 3:11

### Special Edition
1. "I’m Real (Murder Remix) (feat. Ja Rule)- 4:22

### Wersja brytyjska, australijska i portugalska
1. "Pleasure Is Mine"- 4:19
2. "I'm Waiting"- 3:11
3. "I’m Real (Murder Remix)" (feat. Ja Rule)- 4:22

## Pozycje na listach przebojów
| Lista (2001)                          | Najwyższa pozycja |
| ------------------------------------- | ----------------- |
| Australian (ARIA) Albums Chart        | 2                 |
| Austrian Albums Chart                 | 3                 |
| Belgian Ultratop 50 Albums (Flandria) | 3                 |
| Belgian Ultratop 50 Albums (Walonia)  | 4                 |
| Canadian Albums Chart                 | 1                 |
| Danish Albums Chart                   | 15                |
| Dutch Albums Chart                    | 4                 |
| European Top 100 Albums               | 1                 |
| Finnish Albums Chart                  | 6                 |
| French (SNEP) Albums Chart            | 6                 |
| German Albums Chart                   | 1                 |
| Hungarian (Mahasz) Albums Chart       | 15                |
| Irish Albums Chart                    | 18                |

| Lista (2001)                          | Najwyższa pozycja |
| ------------------------------------- | ----------------- |
| Italian (FIMI) Albums Chart           | 8                 |
| Japanese Oricon Albums Chart          | 14                |
| Norwegian Albums Chart                | 15                |
| Polish Albums Chart                   | 1                 |
| Swedish Albums Chart                  | 7                 |
| Swiss Albums Chart                    | 1                 |
| UK Albums Chart                       | 2                 |
| U.S. Billboard 200                    | 1                 |
| U.S. Billboard Top R&B/Hip-Hop Albums | 1                 |
| U.S. Billboard Top Internet Albums    | 2                 |
| Lista (2002)                          | Najwyższa pozycja |
| New Zealand (RIANZ) Albums Chart      | 3                 |

## Sprzedaż i certyfikaty
| Nadawca certyfikatu   | Certyfikat | Sprzedaż  |
| --------------------- | ---------- | --------- |
| Argentyna (CAPIF)     | Złoto      | 80 000    |
| Austria (IFPI)        | Złoto      | 80 000    |
| Australia (ARIA)      | 2×Platyna  | 360 000   |
| Belgia (IFPI)         | Platyna    | 280 000   |
| Brazylia (ABPD)       | Złoto      | 180 000   |
| Europa (IFPI)         | 2×Platyna  | 4 000 000 |
| Finlandia (IFPI)      | Złoto      | 80 000    |
| Francja (SNEP)        | Złoto      | 260 000   |
| Holandia (NVPI)       | Platyna    | 200 000   |
| Kanada (CRIA)         | 2×Platyna  | 300 000   |
| Meksyk (AMPROFON)     | Złoto      | 80 000    |
| Niemcy (IFPI)         | Platyna    | 200 000   |
| Norwegia (IFPI)       | Złoto      | 80 000    |
| Nowa Zelandia (RIANZ) | 2×Platyna  | 300 000   |
| Polska (ZPAV)         | Złoto      | 50 000    |
| Szwajcaria (IFPI)     | 2xPlatyna  | 300 000   |
| Szwecja (IFPI)        | Złoto      | 80 000    |
| USA (RIAA)            | 4×Platyna  | 4 000 000 |
| Wielka Brytania (BPI) | Platyna    | 500 000   |